# Ferrol (Philippines)
Pour les articles homonymes, voir Ferrol.
Ferrol est une localité de la province de Romblon, aux Philippines. En 2015, elle compte 6 964 habitants.